# Sakskøbing Kommune
| Strukturdaten       | Strukturdaten        |
| ------------------- | -------------------- |
| Sitz der Verwaltung | Sakskøbing           |
| Fläche              | 176,36 km²           |
| Einwohner           | 9.296 (2006)         |
| Kommune seit 2007   | Guldborgsund Kommune |

Sakskøbing Kommune war bis Dezember 2006 eine dänische Kommune im damaligen Storstrøms Amt. Seit Januar 2007 wurde sie mit den Gemeinden Nykøbing Falster, Sydfalster, Nysted, Nørre Alslev und Stubbekøbing zur Guldborgsund Kommune zusammengeschlossen.